# Río Moneta
El río Moneta es un curso natural de agua que del lago Pacheco y fluye con dirección general sureste hasta desembocar en el río Grande de Tierra del Fuego.

## Trayecto
Nace como emisario del lago Pacheco en Chile y fluye hacia el este hasta desembocar en el kilómetro 140 del río Grande, ya en territorio argentino. En su trayecto drena las pampas de un sector norte del río principal y desagua algunas lagunas.: 620 
Su curso es un tanto paralelo al río Herminita que fluye más al norte.
Los ríos Moneta y Herminita se desarrollan en una región que estuvo inexplorada hasta entrado el siglo XX.
Hans Niemeyer y también la publicación del gobierno argentino y el mapa del gobierno de Santa Cruz asocian al nombre Herminita el río que desemboca en el río Grande a 110 km de su origen y al nombre Moneta el río que desemboca a 140 km del origen del río Grande. Sin embargo, el mapa de las FF. AA. de los EE. UU. los señala en orden invertido en el mapa ONC-T18, primero desemboca el Moneta y aguas abajo otro río proveniente de Chile que solo puede ser el Herminita.